# BW Возничего
BW Возничего (лат. BW Aurigae) — одиночная переменная звезда в созвездии Возничего на расстоянии (вычисленном из значения параллакса) приблизительно 11464 световых лет (около 3515 парсеков) от Солнца. Видимая звёздная величина звезды — от менее +14m до +11,2m.

## Характеристики
BW Возничего — красная пульсирующая переменная звезда, мирида (M) спектрального класса M6. Эффективная температура — около 3293 К.